# Five O'Clock Heroes
Five O'Clock Heroes — Інді-рок гурт з Нью-Йорку, США. В творчості гурту відчувається вплив Нової Хвилі. Був створений 2003 року і з того часу випустив три студійні альбоми: Bend to the Breaks (2006), Speak Your Language (2008) та Different Times (2011). Соліст гурту родом з Великої Британії, з міста Нортгемптон. Назва гурту походить від назви пісні «Just Who Is The Five O’Clock Hero?» з альбому The Gift (1982) гурту The Jam.

## Склад
- Ентоні Елліс — вокал, гітара;
- Тедді Гріффіт — електро-гітара;
- Адам Морс — бас-гітара;
- Том Сміт —  ударні.

## Дискографія

### Студійні альбоми
- 2006 — Bend to the Breaks;
- 2008 — Speak Your Language;
- 2011 — Different Times.